# Tal (città)
Tal è una suddivisione dell'India, classificata come nagar panchayat, di 13.073 abitanti, situata nel distretto di Ratlam, nello stato federato del Madhya Pradesh. In base al numero di abitanti la città rientra nella classe IV (da 10.000 a 19.999 persone).

## Geografia fisica
La città è situata a 23° 43' 0 N e 75° 22' 60 E e ha un'altitudine di 436 m s.l.m..

## Società

### Evoluzione demografica
Al censimento del 2001 la popolazione di Tal assommava a 13.073 persone, delle quali 6.722 maschi e 6.351 femmine. I bambini di età inferiore o uguale ai sei anni assommavano a 2.183, dei quali 1.150 maschi e 1.033 femmine. Infine, coloro che erano in grado di saper almeno leggere e scrivere erano 7.572, dei quali 4.527 maschi e 3.045 femmine.